# Westheim (Rhénanie-Palatinat)
Pour les articles homonymes, voir Westheim.
Westheim (Pfalz) est une municipalité de la Verbandsgemeinde Lingenfeld, dans l'arrondissement de Germersheim, en Rhénanie-Palatinat, dans l'ouest de l'Allemagne.

## Références

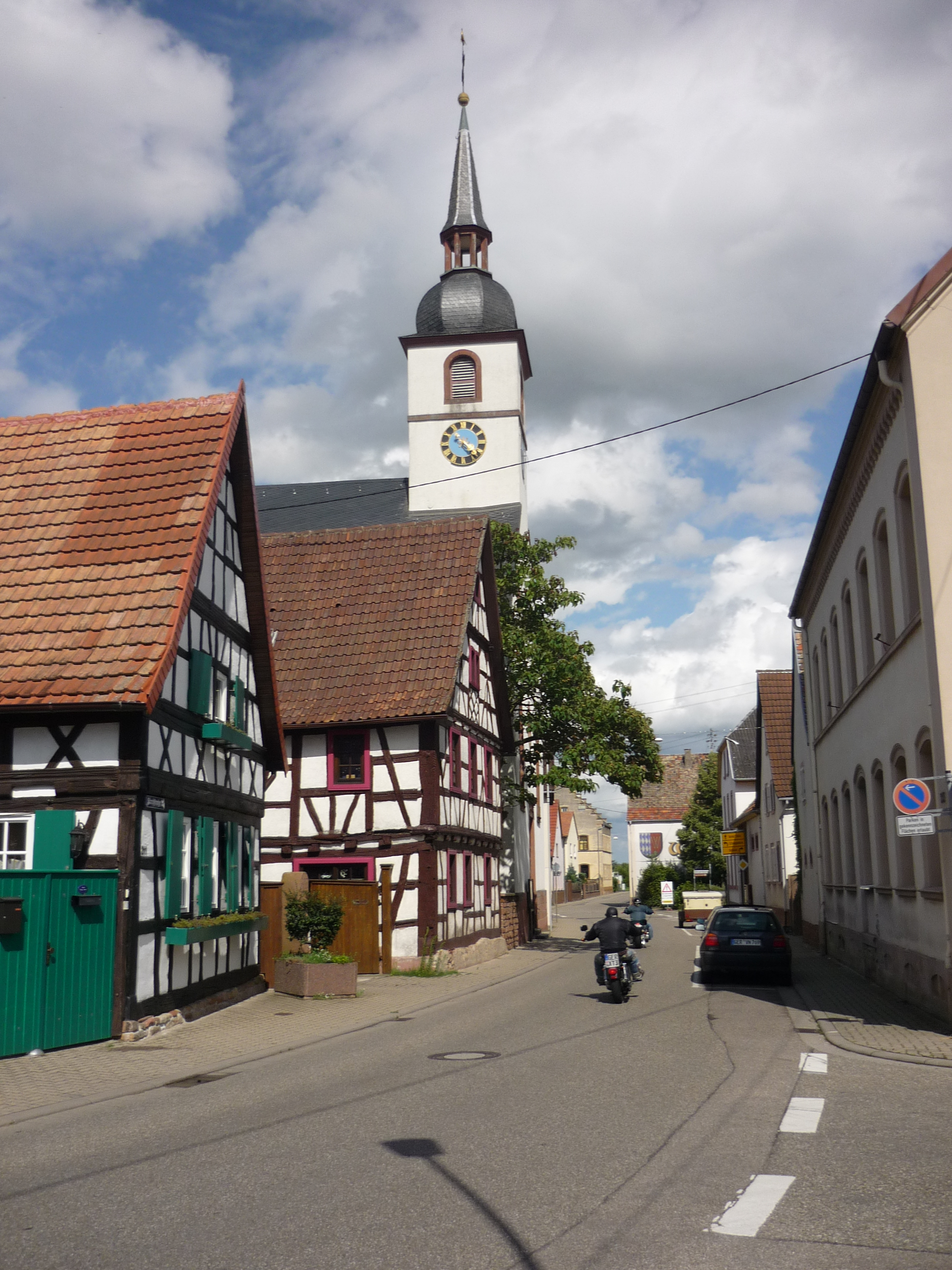
Église de Westheim
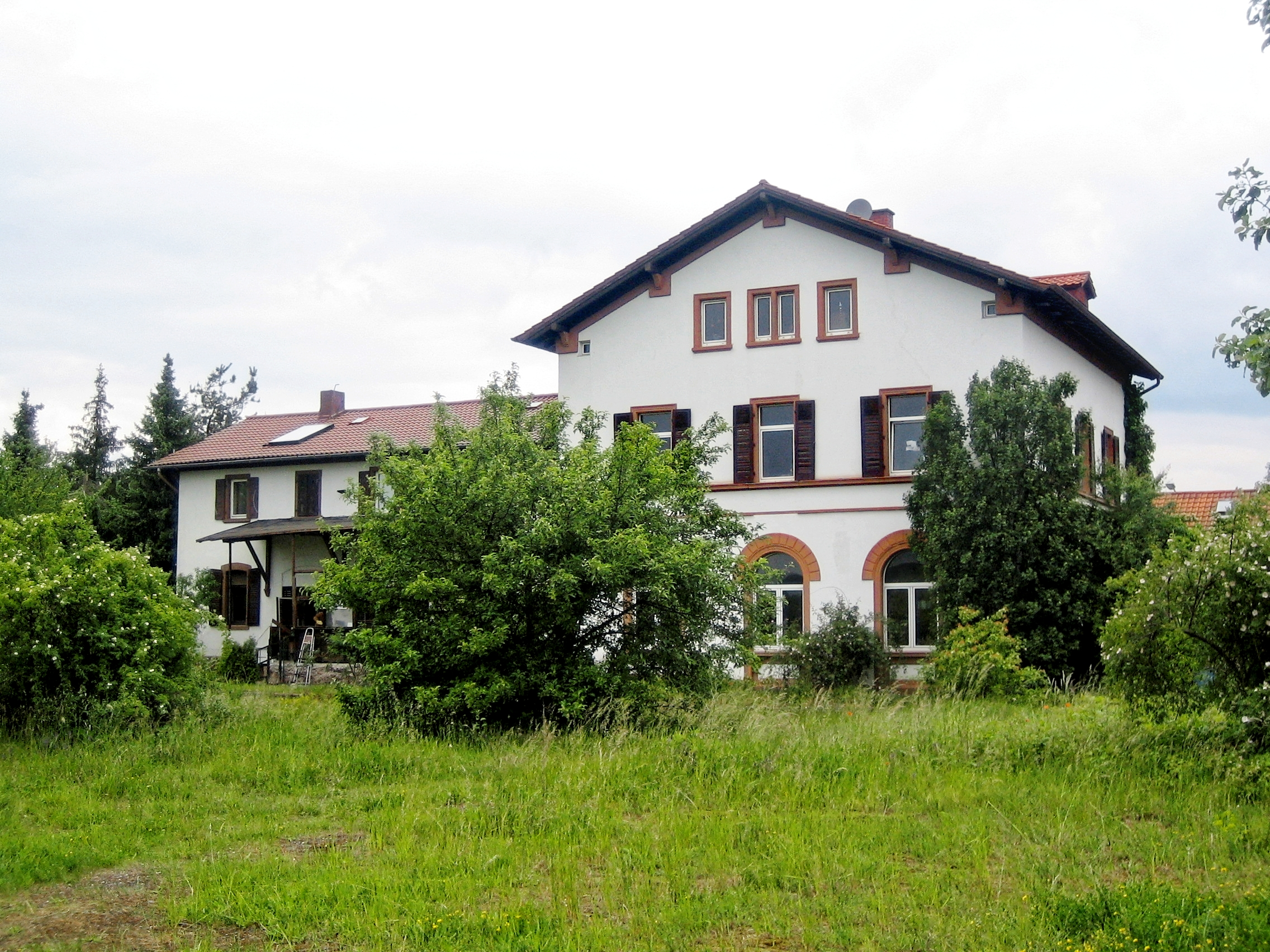
Ancienne gare de Westheim
Localisation de Westheim dans la Verbandsgemeide et dans l'arrondissement